# Maria Zamboni
Maria Zamboni (Peschiera del Garda, 25 juli 1895 – Verona, 25 maart 1976) was een Italiaanse sopraan. Haar debuut was in 1921 in het Teatro Municipale di Piacenza als Marguerite in Gounods Faust.
Zamboni had een internationale carrière, met optredens in heel Europa, vooral ook in Nederland, en Zuid-Amerika (in de jaren twintig). Ze was de favoriete zangeres van dirigent Arturo Toscanini en werd destijds door componist Giacomo Puccini persoonlijk aangetrokken om op te treden in de première van zijn opera Turandot (1926).
In de laatste jaren van haar carrière verscheen zij weer als Liu in Turandot en als Morenita in het werk van Mario Persico in het Teatro San Carlo in Napels. Haar laatste voorstelling was in 1936 in een radio-uitzending van Die Meistersinger von Nürnberg. Nadien werd ze zangpedagoge in Milaan.

## Opnames
Maria Zamboni behoort tot de eerste generatie van musici van wie opnames bewaard zijn gebleven. Zo was ze de eerste zangeres die een deel van Manon Lescaut opnam in een volledige uitgave. Ook zijn er plaatopnames van de opera's Tosca, Turandot, Otello, La Traviata en Lohengrin en duetten uit La Bohème en Carmen met Beniamino Gigli.
- Biblioteca Nacional de España: XX1601263
- Bibliothèque nationale de France: cb139013784 (data)
- Gemeinsame Normdatei: 134563417
- International Standard Name Identifier: 0000 0001 1735 8015
- Library of Congress Control Number: no96012369
- Nationale Bibliotheek van Letland: 000318045
- MusicBrainz: 36a09ecf-3fa0-44ec-b949-b3a3fc5cc7b8
- Istituto Centrale per il Catalogo Unico: RAVV079453
- SNAC: w6381hbk
- Virtual International Authority File: 198030
- WorldCat: E39PBJkXym4fG6TCjHx9RcQ6rq